# Kultusamt
Das Kultusamt ist eine im Bundeskanzleramt etablierte Dienststelle, die als oberste Kultusbehörde die staatlichen religionsrechtlichen Vorschriften in Österreich zu vollziehen hat. Dazu zählen im Speziellen die Entscheidungen über Anträge zur Registrierung religiöser Bekenntnisgemeinschaften und die Anerkennung von Kirchen und Religionsgemeinschaften, mit der Wirkung, dass diese dann die Stellung einer Körperschaft des öffentlichen Rechts (Österreich) innehaben. Das Kultusamt war bis 2014 im Unterrichtsministerium angesiedelt.

## Organisation
Das Kultusamt gehört im BKA der Sektion II an. Es gliedert sich in vier Referate:
- Referat a: Angelegenheiten des Religionsrechts
- Referat b: Kooperation und Verfahren mit Religionsgesellschaften
- Referat c: Angelegenheiten der Evangelischen Kirche
- Referat d: Budget, Wissensmanagement und internationale Kultusangelegenheiten

## Vorgeschlagene Aufwertung
Im Jänner 2015 schlug Außenminister Sebastian Kurz vor, das Kultusamt zu einer "operativen Religionsbehörde" aufzuwerten, die insbesondere im Hinblick auf das Islamgesetz auch Kontrollrechte z. B. in Moscheen erhalten soll. Von Vertretern der Muslime wurde dieser Vorschlag mit dem Vorwurf, Kurz wolle eine "Religionspolizei" installieren, abgelehnt. Im August 2017 wurde nach Kritik von Außenminister Kurz an Versäumnissen bei den Kontrollen nach dem Islamgesetz (ressortierend zum Bundeskanzleramt unter Christian Kern) von der zuständigen Staatssekretärin Muna Duzdar vorgeschlagen, das Kultusamt finanziell, personell und auch hinsichtlich der Kompetenzen aufzuwerten.